# イギリス国鉄90形電気機関車
90形（Class 90）は、1987年に登場したイギリス国鉄の電気機関車である。1987年から1990年にかけて50両がBRELによりクルー工場で製造された。交流25kVの架線集電に対応し、主に都市間旅客列車と貨物列車向けに設計されている。

## 導入の経緯と仕様
従来増備されていた87形の改良機として設計されており、最高速度は177km/h（110mph）。主に西海岸本線とグレート・イースタン本線の系統に投入された。
プッシュプル運転に対応しており、編成の一端の制御車を先頭にした編成の運転が可能である。